# الآبار البونية
ّ
الآبار البونية وهي آبارٌ بنيت في القرن الرابع عشر سنة 1369، وقد صُنفت ضمن قائمة المعالم التاريخية والأثرية المرتبة والمحمية بالبلاد التونسية في  30 نوفمبر 1928. كان قد أسسها عمران خير الدين وجنده وهي تقع بولاية تونس في قرطاج وقد كان اسمها يعني «الكرامة» وقد كانو يفضون الخصامات فيها وقد فضت فيها 1463 خصومة بالعدل. عمل في بنائها ما يزيد عن 1472 عاملًا تقريبًا.[بحاجة لمصدر]